# Манголд
Манголдът (Beta vulgaris var. cicla) е двугодишно тревисто растение от семейство Щирови (Amaranthaceae), наричан още спанаково или листно цвекло. Широко разпространен листен зеленчук в страните от Централна и Западна Европа. на английски: Chard. Заедно с кръмното цвекло, захарното цвекло и червеното цвекло е разновидност на цвеклото (Beta vulgaris). Широката част на листата може да бъде зелена или червеникава, а листните дръжки обикновено са бели или цветно жълти или червени. Може да достига 30 cm височина.
Манголдът има високо хранителни листа, което го прави популярна съставка в здравословните диети. Той се използва за готвене от векове.

## Отглеждане
Сеенето на манголда се извършва в средноевропейските страни в края на март до април, както и през юли и август за есенна консумация. Посятият през пролетта манголд, след едно време за растеж от 80 до 90 дни е готов за консумация през юли. Растението може да бъде отглеждано и като двугодишно, тъй като цъфти едва слез втория вегетационен период.

### Хранителни свойства
В 100 гр. суров манголд се съдържат 20 kcal и богато съдържание (около 19% от дневното необходимо количество) и от витамините A, K и C, съответно 122%, 1038%, и 50% от това количество. Съдържа витамин Е, както и минералите натрий, магнезий, калий и желязо. Коренът на манголда се съдържа и много захар, която в миналото се е доивала чрез варене, но по-късно е заменена от захарното цвекло. Листата на манголда съдържат оксалова киселина, което трябва да бъде взето под внимание от хората с проблеми с бъбреците по специално оксалатни камъни.

### Лечебни свойства[4]
- Манголдът съдържа витамин К, който подпомага заздравяването на раните и поддържа здравината на костите
- Съдържащият се в манголда витамин А поддържа здравината на очите, кожата и имунна система
- Както и другите листни зеленчуци и манголдът съдържа високо съдържание на фибри и антиоксиданти и е с ниско съдържание на калории, мазнини и соли.

### Съседи при отглеждане като смесена култура
Растенията се понасят по различен начин със своите съседи, с които растат непосредствено заедно по различен начин. Един важен фактор за това е „Алелопатията“. За манголда добри съседи са зелетата, боба, морковите, репички и лоши съседи са: спанакът.

## Културни форми
Има две основни културни форми на манголда:
- манголд с дръжки или с жили (Beta vulgaris subsp. vulgaris Flavescens-Gruppe, Synonyme Beta vulgaris subsp. flavescens, Beta vulgaris subsp. cicla var. flavescens, Beta vulgaris subsp. vulgaris var. flavescens), наричан в Швейцария на немски: Krautstiel, отличаващ се със силно изразена средна жила на листата. Те се консумират заедно с дългите дръжки подобно на аспержите. Жилите могат да са бели или червени. Тези с червените жили имат по-силен аромат. В миналото в Западна Европа е наричан още аспержите на бедните. В момента се явява любим зеленчук, който се появява рано напролет и е един от първите пресни зеленчуци.
- Манголд за рязане или листов манголд (Beta vulgaris subsp. vulgaris Cicla-Gruppe, Synonyme Beta vulgaris subsp. cicla, Beta vulgaris subsp. cicla var. cicla, Beta vulgaris subsp. vulgaris var. cicla) е характерен с това, че при отрязване на листата от дръжките, от тях израстват нови листа, които се консумират отново. Този манголд е устойчив на зимни условия и рано в началото на пролетта има листа, готови за консумация. Манголд с разноцветни стебла и листа се използва и като декоративно растение.

## Галерия
- Манголд с червени жили
- Манголд с жълти жили
- Манголд с бeли жили
- Поле с манголд в Италия